# Wszystko jest iluminacją
Wszystko jest iluminacją – amerykański komediodramat z 2005 roku na podstawie powieści Jonathana Safrana Foera.
Film jest historią młodego amerykańskiego Żyda Johnatana (w tej roli Elijah Wood), który przyjeżdża na Ukrainę w celu odnalezienia kobiety, która uratowała życie jego żydowskiemu dziadkowi podczas II wojny światowej. W Odessie poznaje on Alexa (Eugene Hütz), który będzie jego tłumaczem oraz jego dziadka (Boris Leskin), przewodnika i kierowcę, którego nawiedzają co chwilę wojenne wspomnienia. Tych dwóch ludzi towarzyszyć będzie Jonathanowi podczas jego poszukiwań na ukraińskiej prowincji śladów dawnej miejscowości Trachimbrod, o której nikt nie słyszał. Za wskazówki służyć Alexowi mogą jedynie stara fotografia oraz imię kobiety. Bohaterowie nie zdają sobie jednak sprawy z tego jak duży wpływ na ich dalsze losy mieć będzie ta podróż.
Scenariuszem i reżyserią zajął się ten sam człowiek: Liev Schreiber, szerokiej publiczności znany bardziej jako aktor (grał m.in. w Obywatelu Wellesie czy Hitler: Narodziny zła). Inspiracją i podstawą do napisania scenariusza była powieść Jonathana Safrana Foera Wszystko jest iluminacją.
Eugene Hütz zaznaczył się w tym filmie nie tylko jako aktor. We Wszystko jest iluminacją usłyszeć możemy również dwie piosenki w wykonaniu jego zespołu Gogol Bordello.

## Główne role
- Elijah Wood – Jonathan
- Eugene Hütz – Alex
- Boris Leskin(inne języki) – Dziadek Alexa
- Jana Hrabetova(inne języki) – Babcia Jonathana
- Laryssa Lauret(inne języki) – Lista

## Nagrody
- 2005: Międzynarodowy Festiwal Filmowy w Wenecji – Nagroda Laterna Magica i Nagroda Biografilm